# Vesslemanguster
Vesslemanguster (Galerella) är ett släkte rovdjur i familjen manguster med fyra arter. Dessa djur förekommer i Afrika.

## Kännetecken
Arterna i släktet liknar djur i släktet Herpestes men är mindre och dessutom finns skillnader i skallens och tändernas byggnad. Dessa djur når en kroppslängd mellan 27 och 42 centimeter, en svanslängd mellan 21 och 34 centimeter och en vikt av 0,4 till 1,3 kilogram. De har en smal och långsträckt kropp med korta extremiteter. Pälsens färg varierar mellan gulaktig, svartaktig, brunaktig, spräcklig rödbrun och gråbrun. Undersidans päls är mer enfärgad och kan vara grå hos ett exemplar med gråbrun ovansida eller gul hos en individ med gulbrun ovansida. Vesslemanguster har en mörk eller helsvart svansspets. Antalet spenar hos honor kan vara två eller tre par.

## Levnadssätt
Dessa djur förekommer i olika habitat som öppna skogar, gräsland och halvöknen. Arterna saknas i täta skogar och i äkta öknar. I bergstrakter når vesslemanguster upp till 3600 meter över havet. De är aktiva på dagen och vistas huvudsakligen på marken men har bra förmåga att klättra i träd och simma. De lever både i mindre grupper och ensam. Ibland sker endast födosöket ensam.
De vilar under natten och vid dagens hetaste timmar i håligheter i träd eller bon under jorden.

## Föda
Arternas föda består av mindre ryggradsdjur som små däggdjur, fåglar, ödlor och ormar, samt av insekter och andra ryggradslösa djur. Frukter äter de bara i undantagsfall.

## Fortplantning
Honor kan para sig flera gånger per år och fortplantningstiden beror på art och populationens utbredning. Efter dräktigheten som varar i cirka 60 dagar föder honan en till tre ungar. För födelsen uppsöks underjordisk bon. Efter 50 till 65 dagar sluter honan att ge di. (uppgifter för grå kapmangust) Ett eller två år efter födelsen är ungarna könsmogna.

## Arterna
Släktet utgörs av fyra arter:
- Slank mangust (Galerella sanguinea) förekommer i hela Afrika söder om Sahara med undantag av öknar och täta skogar. Pälsens färg varierar från rödaktig över gulaktig till grå. Ibland räknas underarten G. s. swalius som egen art.
- Galerella ochracea lever bara i Somalia och Etiopien. Vissa zoologer räknar djuret som underart till den förstnämnda arten.
- Galerella flavescens finns i Angola och Namibia. Det är inte mycket känt om arten.
- Grå kapmangust (Galerella pulverulenta) förekommer vid Afrikas södra spets i Sydafrika och Lesotho. Arten kännetecknas av en mörkgrå päls.